# Huttonsville
Huttonsville és una població dels Estats Units a l'estat de Virgínia de l'Oest. Segons el cens del 2000 tenia 217 habitants.

## Demografia
Segons el cens del 2000, Huttonsville tenia 217 habitants, 83 habitatges, i 62 famílies. La densitat de població era de 270,3 habitants per km².
Dels 83 habitatges en un 36,1% hi vivien nens de menys de 18 anys, en un 63,9% hi vivien parelles casades, en un 8,4% dones solteres, i en un 24,1% no eren unitats familiars. En el 22,9% dels habitatges hi vivien persones soles el 13,3% de les quals corresponia a persones de 65 anys o més que vivien soles. El nombre mitjà de persones vivint en cada habitatge era de 2,61 i el nombre mitjà de persones que vivien en cada família era de 3,06.
Per edats la població es repartia de la següent manera: un 25,8% tenia menys de 18 anys, un 10,1% entre 18 i 24, un 30,9% entre 25 i 44, un 21,7% de 45 a 60 i un 11,5% 65 anys o més.
L'edat mediana era de 35 anys. Per cada 100 dones de 18 o més anys hi havia 91,7 homes.
La renda mediana per habitatge era de 22.321 $ i la renda mediana per família de 24.821 $. Els homes tenien una renda mediana de 24.107 $ mentre que les dones 12.321 $. La renda per capita de la població era d'11.827 $. Entorn del 14,5% de les famílies i el 16,6% de la població estaven per davall del llindar de pobresa.

## Poblacions més properes
El següent diagrama mostra les poblacions més properes.